# San Isidro (République dominicaine)
Pour les articles homonymes, voir San Isidro.
San Isidro est une banlieue de la commune de Saint-Domingue Est. Ce lieu est connu pour la base aérienne qu'il abrite. Il y existe également la zone franche de San Isidro ainsi que quelques hôtels.
Le joueur de baseball Welington Castillo est originaire de cet endroit.
Ce lieu a été le point d'appui des forces américaines durant la seconde occupation de la République Dominicaine par les Etats-Unis en 1965. Les premiers éléments des forces américaines sont arrivées par la base aériennes.